# Oralepidemiologie
Die Oralepidemiologie (Kompositum aus oral „den Mund betreffend“ (von lat. os „Mund“), griech. epi „auf, über“, demos „Volk“ und -logie „Lehre“) ist eine wissenschaftliche Unterdisziplin der Epidemiologie, die sich speziell mit den Ursachen und Folgen sowie der Verbreitung von Zahn-, Mund- und Kieferkrankheiten in der Bevölkerung beschäftigt. Das Institut der Deutschen Zahnärzte (IDZ), eine Gemeinschaftseinrichtung der Bundeszahnärztekammer und der Kassenzahnärztlichen Bundesvereinigung, erstellte zum Thema bisher fünf „Mundgesundheitsstudien“ heraus, zuletzt 2016.

## Tätigkeiten der Oralepidemiologie
Grundlage der Studien zur Oralepidemiologie sind die Vorgaben der WHO und der internationalen Oralepidemiologie und hat die Gesundheitsförderung hinsichtlich der Mundgesundheit zum Ziel. Im Fokus stehen dabei die Untersuchung der Entwicklung der Karies und der Parodontalerkrankungen, der Zahnlosigkeit und der Versorgung durch Implantate. Sie untersucht die Prävalenz und Inzidenz oraler Manifestationen und hält sich an das Oral Health Impact Profile (OHIP-G14), einem Erhebungsinstrument zur Messung der mundgesundheitsbezogenen Lebensqualität. Mittels des Extent and Severity Index (ESI), wird eine statistische Verrechnung von Ausbreitung und Intensität der Zahnerkrankungen vorgenommen. Sie hält sich im Übrigen an die Vorgaben der Epidemiologische Methoden und Studientypen.

## Definition der Mundgesundheit
Die Fédération Dentaire Internationale (FDI), der Zahnärzteweltverband, hat während ihrer Weltkonferenz im September 2016 in Poznań (Polen) ihre neue Definition von „Zahngesundheit“ als eine wesentliche Grundlage für die Gesundheit allgemein und das Wohlbefinden vorgestellt. Die Definition wurde von über 200 nationalen zahnärztlichen Verbänden übernommen und wird weltweit in der Zahnmedizin eingeführt.

„Zahngesundheit ist vielgestaltig und beinhaltet – wenn auch nicht ausschließlich – die Fähigkeit zu sprechen, zu lächeln, zu riechen, zu schmecken, zu berühren, zu kauen, zu schlucken und Emotionen über Gesichtsausdrücke mit Selbstvertrauen und ohne Schmerz oder Unbehagen sowie ohne Krankheit des kraniofazialen Komplexes zu übermitteln.
Mundgesundheit
- ist ein grundlegender Bestandteil der Gesundheit sowie des körperlichen und geistigen Wohlbefindens, das einhergeht mit einem Kontinuum, das beeinflusst wird von den Werten und Verhaltensweisen der Einzelpersonen und Gemeinschaften;
- spiegelt die physiologischen, sozialen und psychologischen Eigenschaften wider, die für die Lebensqualität unentbehrlich sind;
- wird durch die sich ständig ändernde Erfahrung, Empfinden, Erwartungen und Anpassungsfähigkeit einer Person beeinflusst.“

## DMS IV
Die vierte und bisher letzte Mundgesundheitsstudie (DMS IV) zeigt die Ergebnisse zu oralen Erkrankungsprävalenzen, Risikogruppen und zum zahnärztlichen Versorgungsgrad in Deutschland im Jahre 2005 auf. Über 4500 Personen aus allen sozialen Schichten und Altersgruppen wurden in einer repräsentativen Erhebung einer Befragung unterzogen und zahnmedizinisch untersucht. Die DMS-Studien basieren auf den WHO-Vorgaben zu „oral health surveys“. Dort werden die Vorkommenshäufigkeiten zu Zahnkaries, Parodontalerkrankungen und zum Zahnverlust festgehalten und Art und Umfang der zahnärztlichen Versorgung abgeleitet.
Das Datenmaterial wird nach folgenden Verhaltensparametern ausgewertet:
- Zahn- und Mundhygiene,
- Ernährungsgewohnheiten,
- Inanspruchnahmemuster zahnärztlicher Dienstleistungen
- soziodemographische Aspekte wie
  - Alter,
  - Geschlecht,
  - Bildungsstatus
  - Regionalraum

Die Morbiditätskennziffern werden in den Kontext der internationalen Oralepidemiologie und Gesundheitsberichterstattung eingeordnet.

## DMS V

Fünfte deutsche Mundgesundheitsstudie

Die fünfte Mundgesundheitsstudie (DMS V) wurde gemäß den Haushaltsbeschlüssen vom November 2012 der Vertreterversammlung der Kassenzahnärztlichen Bundesvereinigung und der Hauptversammlung der Bundeszahnärztekammer ab 2013 durchgeführt. Die Ergebnisse wurden am 16. August 2016 der Öffentlichkeit vorgestellt.

## DMFT-Index
DMFT steht als Abkürzung für die Beurteilung des Gesundheits- bzw. Krankheitszustand eines menschlichen Gebisses, dabei bedeutet:
- D = decayed (kariös)
- M = missing (fehlend)
- F = filled (gefüllt – mit einer Zahnfüllung)
- T = tooth (Zahn)

Ein Index von 1 bedeutet, dass von 28 bleibenden Zähnen – Weisheitszähne werden nicht berücksichtigt – 1 Zahn entweder kariös, gefüllt oder fehlend ist.
Der DMFT-Index beträgt für Deutschland für 15-jährige Jugendliche 1,14 (Stand 2009), bei 35- bis 44-Jährigen 14,5, bei 65- bis 74-Jährigen 22,1 (Stand 2005).

### dmft-Index
Den gleichen Index kann man für Milchzähne erheben, wobei zur Unterscheidung zu bleibenden Zähnen dieser Index mit Kleinbuchstaben bezeichnet wird.
Der dmft-Index beträgt für Deutschland bei sechs- bis siebenjährigen Kindern 1,87 (Stand 2009).

### Bewertung
Ein DMFT-Index unter 1,2 wird als sehr niedrig bezeichnet, zwischen 1,2 und 2,6 als niedrig, 2,6 bis 4,4 als mäßig und über 4,5 als hoch bezeichnet.

### Varianten
Norwegen verwendet einen MFT-Index, bei dem die kariösen Zähne nicht erfasst werden.
Schweden verwendet einen DFT-Index, bei dem die fehlenden Zähne nicht erfasst werden.

### Kritik
Der DMF-Index wird dahingehend kritisiert, dass beispielsweise ein Patient mit fünf kariösen Zähnen und einem fehlenden Zahn einen Index = 6 hat. Werden die kariösen Defekte der Zähne durch Füllungen saniert und der fehlende Zahn ersetzt, ändert sich jedoch der Index nicht, obwohl keine Behandlungsbedürftigkeit mehr besteht. Der Index dieses Patienten kann nur steigen, beispielsweise wenn weitere Zähne kariös werden oder entfernt werden. Gleichzeitig fließen auch durch Unfälle verlorene oder frakturierte Zähne in den Index ein.

## DMFS-Index
Der DMFS-Index ist ähnlich dem DMFT-Index, wobei das „S“ für Surface (engl. Oberfläche) steht, für eine Zahnfläche. Frontzähne haben 4 Flächen, Molaren und Prämolaren 5 Flächen, Weisheitszähne werden nicht berücksichtigt, also maximal 128 gesunde Zahnflächen in einem mit 28 Zähnen vollbezahnten Gebiss. Der DMFS-Index ist aussagekräftiger als der DMFT-Index, ist jedoch viel aufwendiger zu erheben.

## ICDAS
Während DMFS die zerstörten, fehlenden oder versorgten Oberflächen zählt (Decayed, Missing, Filled Surfaces), dient das von einer internationalen Expertenkommission entwickelte ICDAS dazu, eine vorhandene Karies quantitativ (nicht nach dem sonst üblichen „Ja-Nein-Prinzip“) zu diagnostizieren. ICDAS steht für International Caries Detection Assessment System und besteht aus 7 Codes, die mit der Kariestiefe korrelieren.
IDCAS-Kriterien: Untersucht wird die perfekt gereinigte Zahnoberfläche visuell unter Zuhilfenahme einer Parodontalsonde. Im Zweifelsfall wird der geringere Kariesgrad gewählt.
| ICDASCode | Beispiel                                                                                         | Konsequenz                                                          |
| --------- | ------------------------------------------------------------------------------------------------ | ------------------------------------------------------------------- |
| 0         | Zahnfläche gesund. Unveränderte Schmelzverhältnisse liegen vor                                   | keine                                                               |
| 1         | Verfärbung nur am getrockneten Zahn sichtbar                                                     | Mundhygieneinstruktion, Intensivprophylaxe                          |
| 2         | Opake oder braun verfärbte, aber nicht defekte Schmelzoberfläche                                 | Mundhygieneinstruktion, Intensivprophylaxe, mikroinvasive Therapie  |
| 3         | Kleiner Schmelzdefekt, der Defekt scheint visuell/taktil noch auf den Schmelz beschränkt zu sein | Mundhygieneinstruktion, Intensivprophylaxe, minimalinvasive Füllung |
| 4         | Grau-opak durchschimmernde Kavität, eventuell mit kleiner Öffnung im Schmelz                     | Normale Füllung                                                     |
| 5         | Deutliche Dentinkaries mit Schmelzeinbruch <50 % der Oberfläche                                  | Normale Füllung                                                     |
| 6         | Exzessive Dentinkaries mit Schmelzeinbruch >50 % der Oberfläche                                  | Höckerüberdeckung, Onlay, Krone                                     |

Neben dem Zustand der Zahnoberfläche beschreibt ICDAS auch die Art der Füllungstherapie
| ICDAS Code | Beschreibung der durchgeführten Maßnahme am Zahn |
| ---------- | ------------------------------------------------ |
| 10         | teilweise versiegelt                             |
| 20         | vollständig versiegelt                           |
| 30         | zahnfarbene plastische Füllung                   |
| 40         | Amalgamfüllung                                   |
| 50         | Stahlkrone                                       |
| 60         | Gold- oder Porzellanrestauration                 |
| 70         | gebrochene Restauration - Material egal          |
| 80         | temporäre Restauration                           |
| 90         | nicht beurteilbar                                |

## CPI-Index
Der Community Periodontal Index (CPI) zeigt den Schweregrad der Parodontalerkrankungen in den Stufen 1–4 auf.

## Parodontaler Screening-Index (PSI-Code)
Auf dem CPI-Index basiert der Parodontale Screening-Index (PSI-Code).

## Prothetik und Depression
Auf der 56. GMDS- und 6. DGEpi-Jahrestagung 2011 wurde eine kombiniert psychiatrisch-/oralepidemiologische Untersuchung des Zusammenhangs zwischen (zahn-)prothetischer Versorgung und Depression vorgestellt.

## Geschichte
Im Jahr 1981 formulierte die World Health Organisation (WHO), die Weltgesundheitsorganisation, zusammen mit dem Weltzahnärzteverband FDI (Fédération Dentaire Internationale) erstmals globale Mundgesundheitsziele für das Jahr 2000. Anlässlich der FDI-Generalversammlung in Sydney 2003 wurden diese Zielsetzungen durch eine internationale Arbeitsgruppe aus Vertretern der FDI, der WHO und der International Association for Dental Research (IADR) erneut aufgegriffen und für das neue Jahrtausend bis zum Jahr 2020 überarbeitet („Global Goals for Oral Health“; Hobdell et al. 2003).